# Club Atlético Almería
El Club Atlético Almería fue un equipo de fútbol español con sede en la ciudad de Almería. Fue fundado hacia 1947, disputando sus partidos en casa en el Estadio de la Falange, hoy conocido como Estadio de la Juventud Emilio Campra, que contaba con una capacidad para 10000 espectadores.

## Historia
El Club Atlético Almería fue fundado en 1947 al fusionarse dos equipos anteriores: el Almería Club de Fútbol y el Náutico Almería. Además, el Atlético Almería fue nombrado como Unión Deportiva Almería entre los años 1947 y 1953, no estando relacionado con el actual equipo del mismo nombre. Militó varias temporadas en Tercera División, consiguiendo dos subcampeonatos y un campeonato, ascendiendo por primera vez en la historia un equipo almeriense a Segunda División. Jugó la Copa RFEF en la temporada 1951/52, jugando contra el Real Murcia, perdiendo 5-0 en tierras murcianas y ganado por 2-1 en Almería.

## Escudo
Su escudo tenía una forma triangular, con la punta invertida. Una línea diagonal paralela al lado derecho del triángulo seccionaba la figura. El pequeño triángulo ahora formado contenía una bandera blanca con cruz roja, símbolo de la ciudad, con la leyenda CA ALMERÍA en amarillo. Al otro lado quedaba un cuadrángulo, con tres rayas rojas y dos blancas en paralelo, con la figura de un balón marrón al centro.

## Datos y estadísticas
- Temporadas en Segunda División: 2
- Temporadas en Tercera División: 11
- Mejor puesto en Segunda División: 3º
- Clasificación histórica Segunda División: 128º
- Participaciones en Copa del Rey: 4
- Mejor puesto en Copa del Rey: 1/32
- Participaciones en Copa Real Federación Española de Fútbol: 1

## Temporadas
| Temporada | División | Resultado | Copa del Rey  |
| --------- | -------- | --------- | ------------- |
| 1947/48   | 3.ª      | 7.º       | Fase previa   |
| 1948/49   | 3.ª      | 5.º       | Fase previa   |
| 1949/50   | 3.ª      | 12.º      |               |
| 1950/51   | 3.ª      | 4.º       |               |
| 1951/52   | 3.ª      | 2.º       |               |
| 1952/53   | 3.ª      | 9.º       |               |
| 1953/54   | 3.ª      | 6.º       |               |
| 1954/55   | 3.ª      | 4.º       |               |
| 1955/56   | 3.ª      | 2.º       |               |
| 1956/57   | 3.ª      | 6.º       |               |
| 1957/58   | 3.ª      | 1.º       |               |
| 1958/59   | 2.ª      | 3.º       | 1/32 de final |
| 1959/60   | 2.ª      | 15.º      | 1/32 de final |

## Palmarés
- Campeón Tercera División de España : (1) Temporada 1957-58[3]
- Subcampeón Tercera División de España : (2) Temporada 1951/52 , Temporada 1955/56